# Хаммер, Арми
Арма́нд Ду́глас Ха́ммер (англ. Armand Douglas Hammer; род. 28 августа 1986, Лос-Анджелес, Калифорния, США), более известный как А́рми Ха́ммер (англ. Armie Hammer) — американский актёр, наиболее известный ролями близнецов Кэмерона и Тайлера Уинклвоссов в фильме Дэвида Финчера «Социальная сеть», принца Эндрю Олкотта в фильме Тарсема Сингха «Белоснежка: Месть гномов», Джона Рида в фильме Гора Вербински «Одинокий рейнджер», Ильи Курякина в фильме Гая Ричи «Агенты А.Н.К.Л.», а также Оливера в фильме «Назови меня своим именем».

## Ранние годы
Хаммер родился в Лос-Анджелесе, Калифорния. Его отец — крупный предприниматель Майкл Арманд Хаммер. Его прабабушкой, с отцовской стороны, была российская актриса и певица немецкого происхождения Ольга Вадина, в девичестве Фон Рут. Его прадед — известный миллионер еврейского происхождения Арманд Хаммер, отец которого — Юлиус Хаммер, — был родом из Одессы. Своё детство Арми Хаммер провёл в пригороде Далласа Хайленд-Парке, в семь лет он переехал на Каймановы острова, а в 12 лет его семья окончательно осела в Лос-Анджелесе.

## Карьера

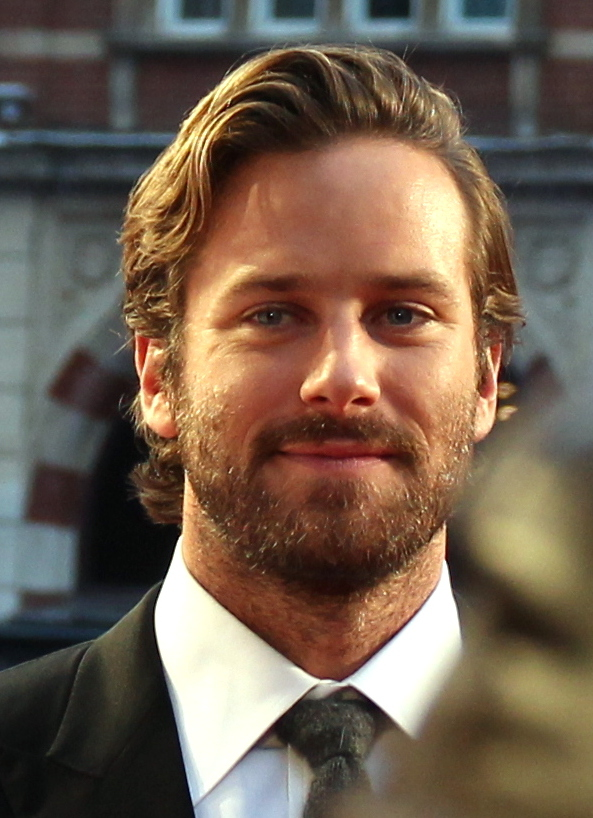
Хаммер на премьере фильма Под покровом ночи в 2016 году.

Профессиональная актёрская карьера Хаммера началась с эпизодических ролей в телесериалах «Вероника Марс», «Сплетница», «Жнец» и «Отчаянные домохозяйки». В 2006 году выходит фильм «Флика» с его участием, а в 2007 — психологический триллер «Роковой выбор». В октябре 2008 года выходит кинокартина «Билли: Ранние годы», где Хаммер сыграл главную роль. За неё он получил премию Faith and Values Award в номинации Grace Award, которая присуждается за самое вдохновляющее выступление в кино или на телевидении компанией Mediaguid, организацией, предоставляющей обзоры фильмов с христианской тематикой.
В 2007 году Арми был выбран режиссёром Джорджем Миллером для роли Бэтмена в фильме «Лига справедливости: Смертные». Но в результате надвигающейся забастовки Гильдии сценаристов США и разногласий по поводу бюджета, съемки фильма были отменены. В 2009 году Хаммер сыграл Харрисона Бержерона в фильме «2081», премьера которого состоялась на «Международном кинофестивале в Сиэтле».
В 2010 году Хаммер сыграл однояйцевых близнецов, Кэмерона и Тайлера, в фильме Дэвида Финчера «Социальная сеть», посвященном созданию Facebook. Создатели фильма использовали компьютерные изображения, чтобы наложить лицо Хаммера на лицо второго актёра, Джоша Пенса. За свою роль в фильме Хаммер получил премию от «Ассоциации кинокритиков Торонто» за лучшую мужскую роль второго плана.
В следующем году он сыграл принца Эндрю Олкотта в фильме «Белоснежка: Месть гномов». В январе 2012 года озвучил близнецов Винклвосс в мультсериале «Симпсоны» (эпизод The D’oh-cial Network). В 2013 году он был снят в главной роли диснеевского фильма «Одинокий рейнджер», который вышел в прокат в июле 2015 года, фильм стал коммерчески успешным, собрав 260,5 миллионов долларов по всему миру при заявленном бюджете в 215 миллионов долларов. В 2015 году Хаммер сыграл Илью Курякина в фильме Гая Ричи «Агенты А.Н.К.Л.».

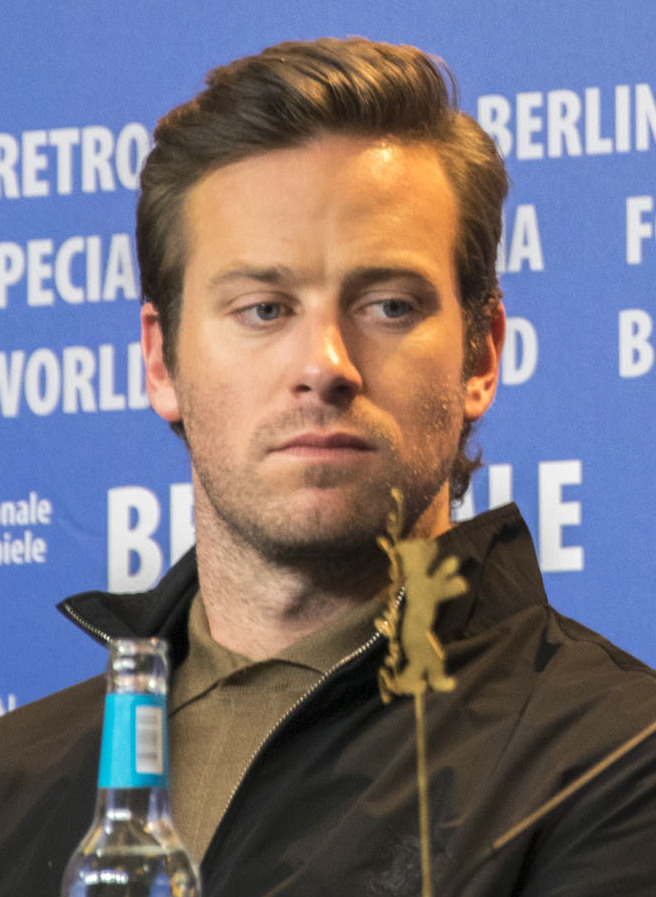
Хаммер на Берлинском кинофестивале в 2017 году.

В последующие годы он сыграл в таких фильмах, как «Рождение нации», «Под покровом ночи», «Перестрелка», «Мина», «Назови меня своим именем», «Последний портрет», «Простите за беспокойство», «По половому признаку».
В 2019 году Хаммер снялся в фильме ужасов «Раны», с Дакотой Джонсон. Мировая премьера фильма состоялась на кинофестивале Сандэнс 26 января 2019 года. Хаммер также сыграл роль Максима де Винтера в новой экранизации готического романа Дафны Дюморье «Ребекка», режиссёром которой стал Бен Уитли, в главной роли — Лили Джеймс. Затем он присоединился к Гэри Олдману и Эванджелине Лилли в триллере «Страна грёз». Фильм выходит в прокат в 2021 году. Актёр исполнил эпизодическую роль в мини-сериале «Мы те, кто мы есть», а также сыграл главную роль в «Смерти на Ниле», премьера которой состояласьв начале 2022 года. В фильме так же снялись Галь Гадот и Летиша Райт. Также планируется к выходу кинокартина «Следующий гол — победный», где партнёрами Хаммера станут Майкл Фассбендер, Элизабет Мосс и Рэйчел Хаус.

## Личная жизнь

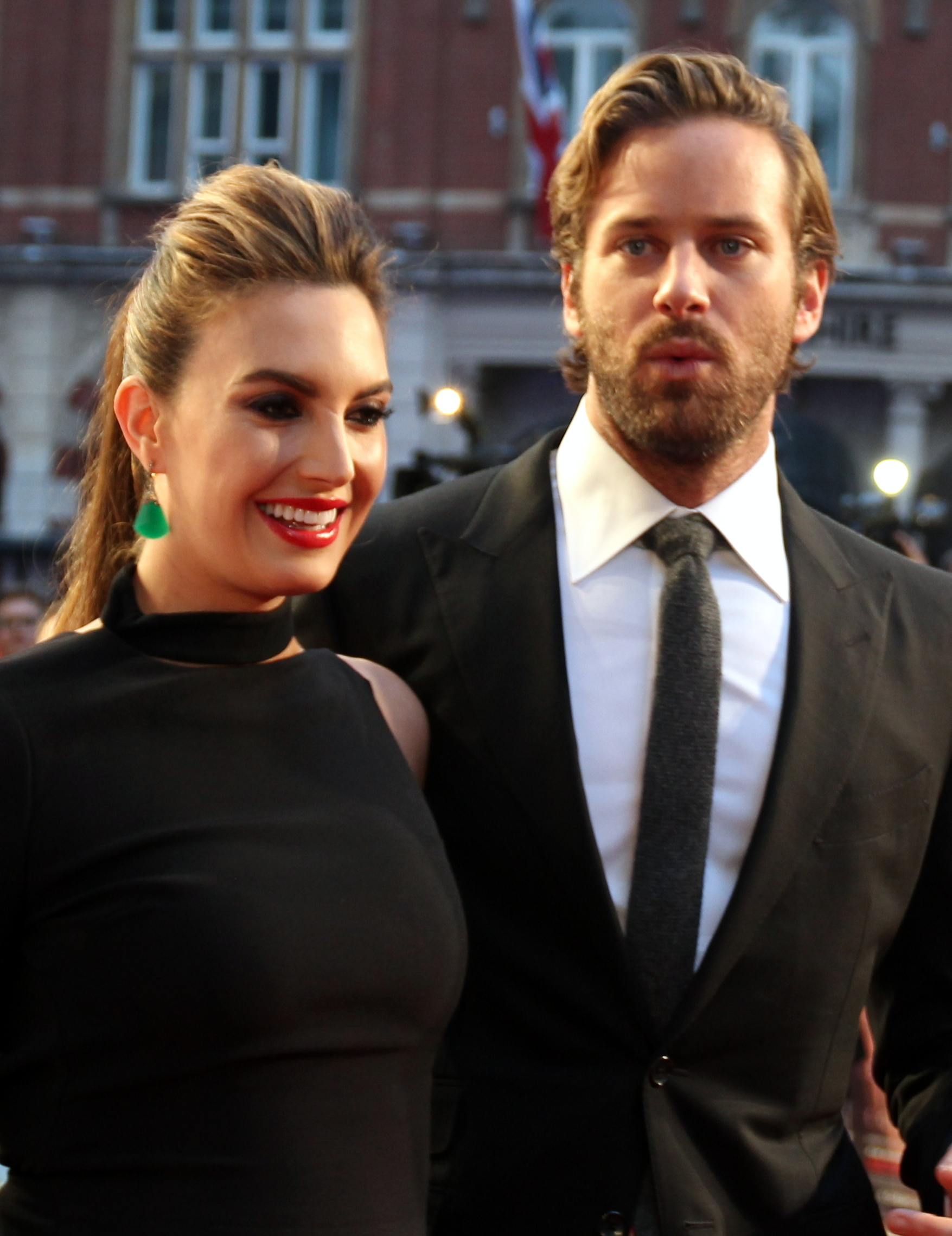
Хаммер и его жена, Элизабет Чеймберс, на Лондонском кинофестивале в 2016 году.

В 2010 году женился на актрисе и журналистке Элизабет Чеймберс. Имеет татуировку на безымянном пальце с её инициалами под обручальным кольцом. У супругов есть дочь — Харпер Грейс Хаммер (род. 01.12.2014) и сын — Форд Дуглас Арманд Хаммер (род. 15.01.2017). 10 июля 2020 года Арми объявил о расставании с Чеймберс, официально пара развелась в июне 2023 года.

### Арест из-за марихуаны в 2011 году
В 2011 году Хаммер был арестован на контрольно-пропускном пункте пограничного патруля США в Западном Техасе после того как служебная собака обнаружила в его машине марихуану. Записи об аресте показали, что на момент ареста у него было 0,02 унции марихуаны, три печенья с медицинской марихуаной и одно пирожное с марихуаной. Позже он провёл один день в тюрьме, прежде чем заплатил залог в размере 1000 долларов. Поверенный Эль-Пасо отказался возбуждать дело, поскольку количество марихуаны, которое было у Хаммера, не позволяло это сделать, в результате чего обвинения были сняты. В 2013 году Хаммер сказал во время интервью в шоу Конана, что арест «явился непониманием межрегиональных законов, когда, по всей видимости, федеральные законы заменяют законы штата. Я имею в виду, кто знал? Давайте просто скажем, что это было отличным способом изучить правовые нормы системы».

### Обвинения в жестоком обращении
В январе 2021 года бывшая девушка Хаммера Кортни Вучекович и несколько других женщин заявили о жестоком обращении, которому они предположительно подверглись со стороны Хаммера. Вучекович заявила, что её вовлекали в сексуальные ситуации, которые ей не нравились. После того, как двухмесячные отношения закончились, у Вучекович начались панические атаки и посттравматический стресс, что заставило её зарегистрироваться в 30-дневной программе частичной госпитализации по поводу посттравматического стресса. Также в январе 2021 года анонимная учётная запись в Instagram опубликовала скриншоты, предположительно содержащие сообщения Хаммера в Instagram различным женщинам, в которых описывались сексуальные интересы актёра, включавшие в себя эдж-плей или экстремальное сексуальное поведение и фантазии БДСМ, связанные с кровью, насилием, изнасилованием и каннибализмом. Хаммер отрицал, что сообщения были реальными, и назвал их онлайн-атакой, а вскоре после этого отказался от роли в предстоящем фильме «Моя пиратская свадьба».
В 2023 году после всех проверок прокуратура Лос-Анджелеса решила не предъявлять обвинения в совершении преступлений сексуального характера в отношении Арми Хаммера из-за недостаточности доказательств.

## Фильмография
| Год  |     | Русское название             | Оригинальное название                | Роль                                 |
| ---- | --- | ---------------------------- | ------------------------------------ | ------------------------------------ |
| 2005 | с   | Замедленное развитие         | Arrested Development                 | второй студент                       |
| 2006 | с   | Вероника Марс                | Veronica Mars                        | Курт                                 |
| 2006 | ф   | Флика                        | Flicka                               | староста                             |
| 2007 | с   | Отчаянные домохозяйки        | Desperate Housewives                 | Барретт                              |
| 2008 | ф   | Роковой выбор                | Blackout                             | Томми                                |
| 2008 | ф   | Билли: Ранние годы           | Billy: The Early Years               | Билли Грэм                           |
| 2009 | ф   | Весенний отрыв               | Spring Breakdown                     | Аберкромби                           |
| 2009 | с   | Сплетница                    | Gossip Girl                          | Гэбриел Эдвардс                      |
| 2009 | с   | Жнец                         | Reaper                               | Морган                               |
| 2009 | кор | 2081                         | 2081                                 | Харрисон Бержерон                    |
| 2009 | ф   | Последнее ура                | The Last Hurrah                      | скейтбордист                         |
| 2010 | в   | Этикет ниндзя                | The Etiquette Ninjas                 | н/д                                  |
| 2010 | ф   | Социальная сеть              | The Social Network                   | Кэмерон Уинклвосс / Тайлер Уинклвосс |
| 2011 | ф   | Дж. Эдгар                    | J. Edgar                             | Клайд Толсон                         |
| 2012 | мс  | Симпсоны                     | The Simpsons                         | Кэмерон Уинклвосс / Тайлер Уинклвосс |
| 2012 | мс  | Американский папаша!         | American Dad!                        | агент по прокату автомобилей         |
| 2012 | ф   | Белоснежка: Месть гномов     | Mirror Mirror                        | принц Эндрю Элкотт                   |
| 2012 | мф  | Полярные медведи             | The Polar Bears                      | Зук                                  |
| 2013 | ф   | Одинокий рейнджер            | The Lone Ranger                      | Джон Рид / Одинокий рейнджер         |
| 2013 | ки  | —                            | Disney Infinity                      | Одинокий рейнджер                    |
| 2014 | мф  | Могучая Семёрка Стэна Ли     | Stan Lee’s Mighty 7                  | Стронг Арм                           |
| 2014 | ки  | —                            | Disney Infinity: Marvel Super Heroes | Одинокий рейнджер                    |
| 2015 | ф   | Антураж                      | Entourage                            | в роли самого себя                   |
| 2015 | ф   | Агенты А.Н.К.Л.              | The Man from U.N.C.L.E.              | Илья Курякин                         |
| 2015 | ки  | —                            | Disney Infinity 3.0                  | Одинокий рейнджер                    |
| 2016 | ф   | Рождение нации               | The Birth of a Nation                | Сэмюел «Сэм» Тёрнер                  |
| 2016 | ф   | Под покровом ночи            | Nocturnal Animals                    | Хаттон Морроу                        |
| 2016 | ф   | Перестрелка                  | Free Fire                            | Орд                                  |
| 2016 | ф   | Мина                         | Mine                                 | Майк Стивенс                         |
| 2017 | ф   | Назови меня своим именем     | Call Me by Your Name                 | Оливер                               |
| 2017 | ф   | Последний портрет            | Final Portrait                       | Джеймс Лорд                          |
| 2017 | мф  | Тачки 3                      | Cars 3                               | Джексон Шторм                        |
| 2018 | кор | Домашний покупатель          | Home Shopper                         | Уилли Боскет                         |
| 2018 | ф   | Простите за беспокойство     | Sorry to Bother You                  | Стив Лифт                            |
| 2018 | ф   | Отель Мумбаи: Противостояние | Hotel Mumbai                         | Дэвид Дункан                         |
| 2018 | ф   | По половому признаку         | On the Basis of Sex                  | Мартин Гинзбург                      |
| 2019 | ф   | Раны                         | Wounds                               | Уилл                                 |
| 2020 | кор | —                            | Query                                | н/д                                  |
| 2020 | с   | Мы те, кто мы есть           | We Are Who We Are                    | работник кафетерия                   |
| 2020 | ф   | Ребекка                      | Rebecca                              | Максим де Уинтер                     |
| 2021 | ф   | Трафик                       | Crisis                               | Джейк Келли                          |
| 2022 | ф   | Смерть на Ниле               | Death on the Nile                    | Саймон Дойл                          |